# Isotopes de l'argon
L'argon (Ar, numéro atomique 18) possède 24 isotopes connus, allant de 30Ar à 53Ar ainsi qu'un isomère nucléaire (32mAr). Trois de ces isotopes sont stables, 36Ar, 38Ar et 40Ar, ce dernier étant ultra-majoritaire sur Terre car issu de la désintégration du 40K, alors que dans l'univers 36Ar est le plus abondant. La masse atomique standard de l'argon est de 39,948(1) u.
Le radioisotope de l'argon à la plus longue durée de vie est 39Ar avec une demi-vie de 269 ans, suivi de 42Ar avec une demi-vie de 32,9 ans et de 37Ar avec une demi-vie de 35 jours. Tous les autres radioisotopes ont une demi-vie inférieure à deux heures, et la plupart d'entre eux inférieure à une minute. Le radioisotope le moins stable est 30Ar avec une demi-vie inférieure à 20 nanosecondes.
Les isotopes plus légers que les isotopes stables se désintègrent principalement par désintégration β+ (avec émission de positron) en isotopes du chlore ou en isotopes du soufre, les plus lourds par désintégration β- (avec émission d'électron) en isotopes du potassium.

## Isotopes notables

### Argon naturel
Sur Terre, l'essentiel de l'argon naturel est l'argon 40, isotope radiogénique issu de la désintégration du potassium 40. Cette réaction est utilisée dans la datation au potassium-argon. Dans le reste de l'univers (et notamment dans les étoiles ou les planètes gazeuses), c'est l'argon 36 qui est majoritaire.
| Isotope | Abondance sur Terre (pourcentage molaire)            | Abondance dans l'univers |
| ------- | ---------------------------------------------------- | ------------------------ |
| 36Ar    | 0,3336 (4) %                                         | 83,99 %                  |
| 38Ar    | 0,0629 (1) %                                         | 16 %                     |
| 39Ar    | Traces ( {\displaystyle 8,0(6)\times 10^{-14}\,\%} ) |                          |
| 40Ar    | 99,6035 (4) %                                        | 0,01 %                   |
| 42Ar    | Traces ( {\displaystyle <6\times 10^{-19}\,\%} )     |                          |

### Argon 37
L'argon 37 (37Ar) a un noyau constitué de 18 protons et de 19 neutrons. C'est un radioisotope d'une demi-vie de 35,04 jours. Il est formé artificiellement par capture neutronique sur le 40Ca suivi d'une émission d'une particule alpha résultant d'explosions nucléaires souterraines. Il est aussi produit naturellement par capture des neutrinos solaires par le chlore 37, dont un neutrino de ce flux peut transformer un neutron de cet isotope du chlore en un proton, devenant ainsi de l'argon 37 radioactif ; c'est la réaction qui servit de mesure du flux de neutrinos dans les détecteurs au chlore.

### Argon 39
L'argon 39 (39Ar) a un noyau constitué de 18 protons et de 21 neutrons. Dans l'atmosphère terrestre, ce radioisotope (demi-vie de 269 ans) est produit par l'activité des rayons cosmiques principalement sur l'40Ar. En sous-sol, il est aussi produit à partir de 39K par capture neutronique. Le taux d'39Ar dans l'argon naturel a été mesuré à (8,0±0,6)×10−16 g/g, ou (1,01±0,08) Bq/kg de 36, 38, 40Ar. L'argon 39 est utilisé dans la méthode de datation argon-argon ; de manière plus marginale il peut aussi être utilisé en hydrogéologie pour des datations sur une période allant de 50 à 1 000 ans.

### Argon 40
L'argon 40 a un noyau constitué de 18 protons et de 22 neutrons. Il est l'isotope de l'argon le plus important sur Terre, représentant 99,6 % de l'argon naturel. Cela est dû au fait que l'essentiel de cet isotope est radiogénique : les atomes d'40Ar sont des produits de désintégration du 40K, un radioisotope naturel avec une demi-vie de 1,248 milliard d'années, qui se dégrade en 40Ar stable (10,72 %) par capture électronique ou par émission de positron, ainsi qu'en 40Ca (89,28 %) par désintégration β. Cette propriété et les ratios en 40Ar sont utilisés pour déterminer l'âge des roches par datation au potassium-argon.
Bien que 40Ar soit piégé dans de nombreuses roches, il peut être libéré par fusion, broyage ou diffusion. La quasi-totalité de l'argon dans l'atmosphère est le produit de la désintégration du potassium 40. En revanche, s'il représente 99,- % de l'argon terrestre, dans le Soleil ou vraisemblablement dans les nuages de formation stellaire primordiaux, l'argon 40 représente moins de 15 % de l'argon naturel, l'essentiel (85 %) étant de l'36Ar.

### Argon 41
De l'argon 41 (période = 109,61 min) est produit par capture neutronique de l'argon 40 (qui présente une section efficace de capture des neutrons thermiques de 0,65 barn) présent dans l'atmosphère des enceintes de confinement des réacteurs nucléaires au voisinage de la cuve conduisant -entre autres raisons- à renouveler ladite atmosphère pour permettre les pénétrations humaines dans l'enceinte après arrêt du réacteur.

### Argon 42
La proportion de 42Ar (demi-vie de 32,9 ans) dans l'atmosphère terrestre est plus basse que 6×10−21 parties pour une part de 36, 38, 40Ar.

## Table des isotopes
| Symbole de l'isotope | Z (p)                | N (n)                | Masse isotopique (u) | Demi-vie         | Mode(s) de désintégration, | Isotope(s) fils | Spin nucléaire |
| Symbole de l'isotope | Énergie d'excitation | Énergie d'excitation | Énergie d'excitation | Demi-vie         | Mode(s) de désintégration, | Isotope(s) fils | Spin nucléaire |
| -------------------- | -------------------- | -------------------- | -------------------- | ---------------- | -------------------------- | --------------- | -------------- |
| 30Ar                 | 18                   | 12                   | 30,02156(32)#        | <20 ns           | p                          | 29Cl            | 0+             |
| 31Ar                 | 18                   | 13                   | 31,01212(22)#        | 14,4(6) ms       | β+, p (55,0 %)             | 30S             | 5/2(+#)        |
| 31Ar                 | 18                   | 13                   | 31,01212(22)#        | 14,4(6) ms       | β+ (40,4 %)                | 31Cl            | 5/2(+#)        |
| 31Ar                 | 18                   | 13                   | 31,01212(22)#        | 14,4(6) ms       | β+, 2p (2,48 %)            | 29P             | 5/2(+#)        |
| 31Ar                 | 18                   | 13                   | 31,01212(22)#        | 14,4(6) ms       | β+, 3p (2,1 %)             | 28Si            | 5/2(+#)        |
| 32Ar                 | 18                   | 14                   | 31,9976380(19)       | 98(2) ms         | β+ (56,99 %)               | 32Cl            | 0+             |
| 32Ar                 | 18                   | 14                   | 31,9976380(19)       | 98(2) ms         | β+, p (43,01 %)            | 31S             | 0+             |
| 32mAr                | 5600(100)# keV       | 5600(100)# keV       | 5600(100)# keV       | inconnue         |                            |                 | 5-#            |
| 33Ar                 | 18                   | 15                   | 32,9899257(5)        | 173,0(20) ms     | β+ (61,35 %)               | 33Cl            | 1/2+           |
| 33Ar                 | 18                   | 15                   | 32,9899257(5)        | 173,0(20) ms     | β+, p (38,65 %)            | 32S             | 1/2+           |
| 34Ar                 | 18                   | 16                   | 33,9802712(4)        | 844,5(34) ms     | β+                         | 34Cl            | 0+             |
| 35Ar                 | 18                   | 17                   | 34,9752576(8)        | 1,775(4) s       | β+                         | 35Cl            | 3/2+           |
| 36Ar                 | 18                   | 18                   | 35,967545106(29)     | Observé stable   | Observé stable             | Observé stable  | 0+             |
| 37Ar                 | 18                   | 19                   | 36,96677632(22)      | 35,04(4) j       | CE                         | 37Cl            | 3/2+           |
| 38Ar                 | 18                   | 20                   | 37,9627324(4)        | Stable           | Stable                     | Stable          | 0+             |
| 39Ar                 | 18                   | 21                   | 38,964313(5)         | 269(3) a         | β−                         | 39K             | 7/2-           |
| 40Ar                 | 18                   | 22                   | 39,9623831225(29)    | Stable           | Stable                     | Stable          | 0+             |
| 41Ar                 | 18                   | 23                   | 40,9645006(4)        | 109,61(4) min    | β−                         | 41K             | 7/2-           |
| 42Ar                 | 18                   | 24                   | 41,963046(6)         | 32,9(11) a       | β−                         | 42K             | 0+             |
| 43Ar                 | 18                   | 25                   | 42,965636(6)         | 5,37(6) min      | β−                         | 43K             | (5/2-)         |
| 44Ar                 | 18                   | 26                   | 43,9649240(17)       | 11,87(5) min     | β−                         | 44K             | 0+             |
| 45Ar                 | 18                   | 27                   | 44,9680400(6)        | 21,48(15) s      | β−                         | 45K             | (1/2,3/2,5/2)- |
| 46Ar                 | 18                   | 28                   | 45,96809(4)          | 8,4(6) s         | β−                         | 46K             | 0+             |
| 47Ar                 | 18                   | 29                   | 46,97219(11)         | 1,23(3) s        | β− (99 %)                  | 47K             | 3/2-#          |
| 47Ar                 | 18                   | 29                   | 46,97219(11)         | 1,23(3) s        | β−, n (1 %)                | 46K             | 3/2-#          |
| 48Ar                 | 18                   | 30                   | 47,97454(32)#        | 0,48(40) s       | β−                         | 48K             | 0+             |
| 49Ar                 | 18                   | 31                   | 48,98052(54)#        | 170(50) ms       | β−                         | 49K             | 3/2-#          |
| 50Ar                 | 18                   | 32                   | 49,98443(75)#        | 85(30) ms        | β−                         | 50K             | 0+             |
| 51Ar                 | 18                   | 33                   | 50,99163(75)#        | 60# ms [>200 ns] | β−                         | 51K             | 3/2-#          |
| 52Ar                 | 18                   | 34                   | 51,99678(97)#        | 10# ms           | β−                         | 52K             | 0+             |
| 53Ar                 | 18                   | 35                   | 53,00494(107)#       | 3# ms            | β−                         | 53K             | (5/2-)#        |
| 53Ar                 | 18                   | 35                   | 53,00494(107)#       | 3# ms            | β−, n                      | 52K             | (5/2-)#        |

1. ↑  Abréviation :
CE : capture électronique.
2. ↑  Isotopes stables en gras.
3. ↑  A été utilisé dans les détecteurs de neutrinos au chlore.
4. ↑  Utilisé en datation argon-argon.
5. ↑  Utilisé en datation argon-argon et en datation potassium-argon.

### Remarques
- La composition isotopique est celle de l'air. 36Ar est en fait plus abondant que 40Ar dans l'univers.